# Route nationale 387
Die Route nationale 387, kurz N 387 oder RN 387 war von 1933 bis 1973 eine französische Nationalstraße, die von der N51 zur N46 und N77 verlief.
Ihre Länge betrug 30 Kilometer.